# Dystovomita clusiifolia
Dystovomita clusiifolia är en tvåhjärtbladig växtart som först beskrevs av Bassett Maguire, och fick sitt nu gällande namn av W.G. D'arcy. Dystovomita clusiifolia ingår i släktet Dystovomita och familjen Clusiaceae. Inga underarter finns listade i Catalogue of Life.